# Saint-Hilaire-Petitville
Saint-Hilaire-Petitville är en kommun i departementet Manche i regionen Normandie i norra Frankrike. Kommunen ligger i kantonen Carentan som tillhör arrondissementet Saint-Lô. År 2018 hade Saint-Hilaire-Petitville 1 354 invånare.

## Befolkningsutveckling
Antalet invånare i kommunen Saint-Hilaire-Petitville
| Referens: INSEE |